# Otočki vjesnik
Otočki vjesnik, mjesečni informativni list za područje otočja Cres-Lošinj. Izlazio u Malom Lošinju.
Prvi broj izašao je u rujnu 1979. godine kao glasilo SSRN Općine Cres-Lošinj, a pripremilo ga je uredništvo u sastavu Bernard Balon, Julijano Sokolić, Mate Ljubić i Anton Vunić. Od 1987. izdaje ga Narodno sveučilište Mali Lošinj. S prekidima izlazio do 1994., kada je izašao 108. broj.
Obnavlja ga u ožujku 2005. godine poduzeće Avix Digital vlasnika Antona Vunića. Prestao je izlaziti 2012. godine.

## Glavni urednici
- Bernard Balon (1979. – 1986.)
- Ivan Katalin (1987. – 1991.)
- Tomislav Kikić (1992. – 1994.)
- Bojan Purić (2005. – 2011.)
- Anton Vunić (2012.)